# كيته جولد
كيته جولد (بالألمانية: Käthe Gold)‏ (و. 1907 – 1997 م) هي ممثلة مسرحية، وممثلة أفلام نمساوية، ولدت في فيينا، توفيت في فيينا، عن عمر يناهز 90 عاماً.

## جوائز
حصلت على جوائز منها:
- الجائزة التشريفية للفيلم الألماني  [لغات أخرى]‏ (1988)
- ميدالية كاينز  [لغات أخرى]‏
- ميدالية الشرف الفضية العظمى للخدمات المقدمة لجمهورية النمسا
- الوسام النمساوي للعلوم والفنون  [لغات أخرى]‏
- Ring of Honour of the City of Vienna [الإنجليزية]‏

## وصلات خارجية
- كيته جولد على موقع IMDb (الإنجليزية)
- كيته جولد على موقع مونزينجر (الألمانية)
- كيته جولد على موقع ألو سيني (الفرنسية)
- كيته جولد على موقع ميوزك برينز (الإنجليزية)
- كيته جولد على موقع تيرنر كلاسيك موفيز (الإنجليزية)
- كيته جولد على موقع قاعدة بيانات الفيلم (الإنجليزية)
- كيته جولد على موقع كينوبويسك (الروسية)
- كيته جولد في قاعدة بيانات الأفلام على الإنترنت